# Ur-Nungal
Ur-Nungal war laut der sumerischen Königsliste der sechste sumerische König der ersten Dynastie von Uruk (ca. 26. Jahrhundert v. Chr.). Er soll 30 Jahre regiert haben. Er taucht außerdem in der Tummal-Inschrift auf, in der beschrieben wird, dass er der Sohn Gilgameschs sei. Die Königsliste sagt darüber hinaus, dass er der Vater von Utul-kalama war.